# Corporación ABS-CBN
La Corporación ABS-CBN (ABS-CBN Corporation en inglés), o simplemente ABS-CBN, es una compañía privada de radiodifusión que opera en Filipinas. El grupo se fundó en 1946 como Bolinao Electronics Corporation, y en 1953 desarrolló el primer canal de televisión que se creó en el Sureste Asiático, bajo el liderazgo del empresario estadounidense James Lindenberg. En 1967 adoptó su nombre definitivo, tras su unión con otro canal de televisión.
Actualmente, ABS-CBN es el conglomerado de este tipo más grande de Filipinas, con múltiples canales de radio, televisión (en abierto y por cable), publicaciones, productoras y portales de información en internet. La empresa está controlada por la familia López de Iloilo, a través del holding Lopez Group of Companies.

## Historia

### Primeros años
El grupo ABS-CBN se estableció en 1946 como Bolinao Electronics Corporation (BEC), compañía de radiodifusión fundada por el empresario estadounidense James Lindenberg, afincado en Filipinas desde hace algunos años. Para poner en marcha su grupo, contó con la colaboración de ingenieros expertos en equipamietnos de radio y televisión, que desarrollaron una importante red de repetidores que comenzó a emitir en 1949. Aunque desde el principio quiso apostar por la televisión, algo para lo que continuaba trabajando, las circunstancias hicieron que antes desarrollara una cadena de radio.

### Transmisión televisiva
Lindenberg se asoció en 1951 con Antonio Quirino, hermano del entonces presidente filipino Elpidio Quirino, para desarrollar su conglomerado empresarial. La empresa BEC cambió su nombre por Alto Broadcasting System (ABS), donde la palabra "Alto" era una contracción de los nombres de Quirino y su esposa, Toni y Aleli. ABS instaló un repetidor de televisión en Manila, importó 300 televisores e inició las emisiones en pruebas de su canal de televisión el 13 de julio de 1953. Las regulares no comenzaron hasta el 23 de octubre del mismo año, con la transmisión de una fiesta oficial del presidente Elpidio Quirino. De este modo, se puso en marcha el primer canal de televisión en el Sureste de Asia, y la segunda más antigua de todo el continente, por detrás de Nippon TV en Japón.
La cadena de televisión ABS comenzó a emitir para Gran Manila, y después se expandió al resto de Filipinas a través de un sistema en cadena de televisión, con emisores locales. Al mismo tiempo, el 24 de septiembre de 1956 nació la cadena de televisión Chronicle Broadcasting Network (CBN), perteneciente a Eugenio López, Sr. de la familia López de Iloilo, y que contó con el apoyo de su hermano y vicepresidente filipino Fernando López.

### Fusión entre ABS y CBN
Durante un año ABS y CBN compitieron, hasta que en 1957 López compró la red de emisores de ABS. La cadena cambió su nombre al actual ABS-CBN el 1 de febrero de 1967.
Con la fusión de ABS y CBN, el nuevo grupo se convirtió en uno de los más poderosos de Filipinas, al concentrar dos canales de televisión, varias emisoras de radio y publicaciones periódicas. Las pruebas de televisión en color comenzaron en noviembre de 1966, lo que le convirtió en la primera televisión del Sureste de Asia en hacerlo, pero no fue hasta 1971 cuando se emitió de este modo toda la programación. En 1970, inauguró su sede central de Ciudad Quezón.

### Primer cese de transmisiones
El desarrollo de ABS-CBN se truncó en 1972, después de que el presidente Ferdinand Marcos decretara la ley marcial y se perpetuara en el poder. El Gobierno expropió todas las propiedades de la familia López de Iloilo, por lo que también se hizo con su grupo de comunicación, y la cadena de televisión ABS-CBN se vio obligada a cerrar. La sede de Ciudad Quezón se convirtió en el hogar de tres nuevos grupos públicos de televisión: Banahaw Broadcasting Corporation (1973, en la frecuencia de ABS-CBN), Government Television (1974) y Radio Philippines Network (1975). Eugenio López Jr., propietario del grupo antes de su expropiación, pidió asilo político en Estados Unidos.
Cuando el régimen de Ferdinand Marcos terminó y se restableció la democracia en Filipinas, el nuevo Gobierno devolvió sus frecuencias de televisión a la familia López de Iloilo, por lo que ABS-CBN volvió a emitir con normalidad el 14 de septiembre de 1986.

### Actualidad
Eugenio López Jr. regresó a Filipinas para dirigir el nuevo grupo, que en poco tiempo volvió a establecerse como la compañía privada más fuerte del país. Durante los años 1990, el grupo desarrolló nuevos canales temáticos por cable y satélite, y pudo diversificar su negocio a través de compañías subsidiarias, como la productora cinematográfica Star Cinema, la discográfica Star Records, la editorial ABS-CBN Publishing, y la empresa de medios interactivos ABS-CBN Interactive. Tras la muerte de Eugenio López Jr. en 1999, fue sustituido por su hijo Eugenio López III.

### El cierre del canal principal de ABS-CBN

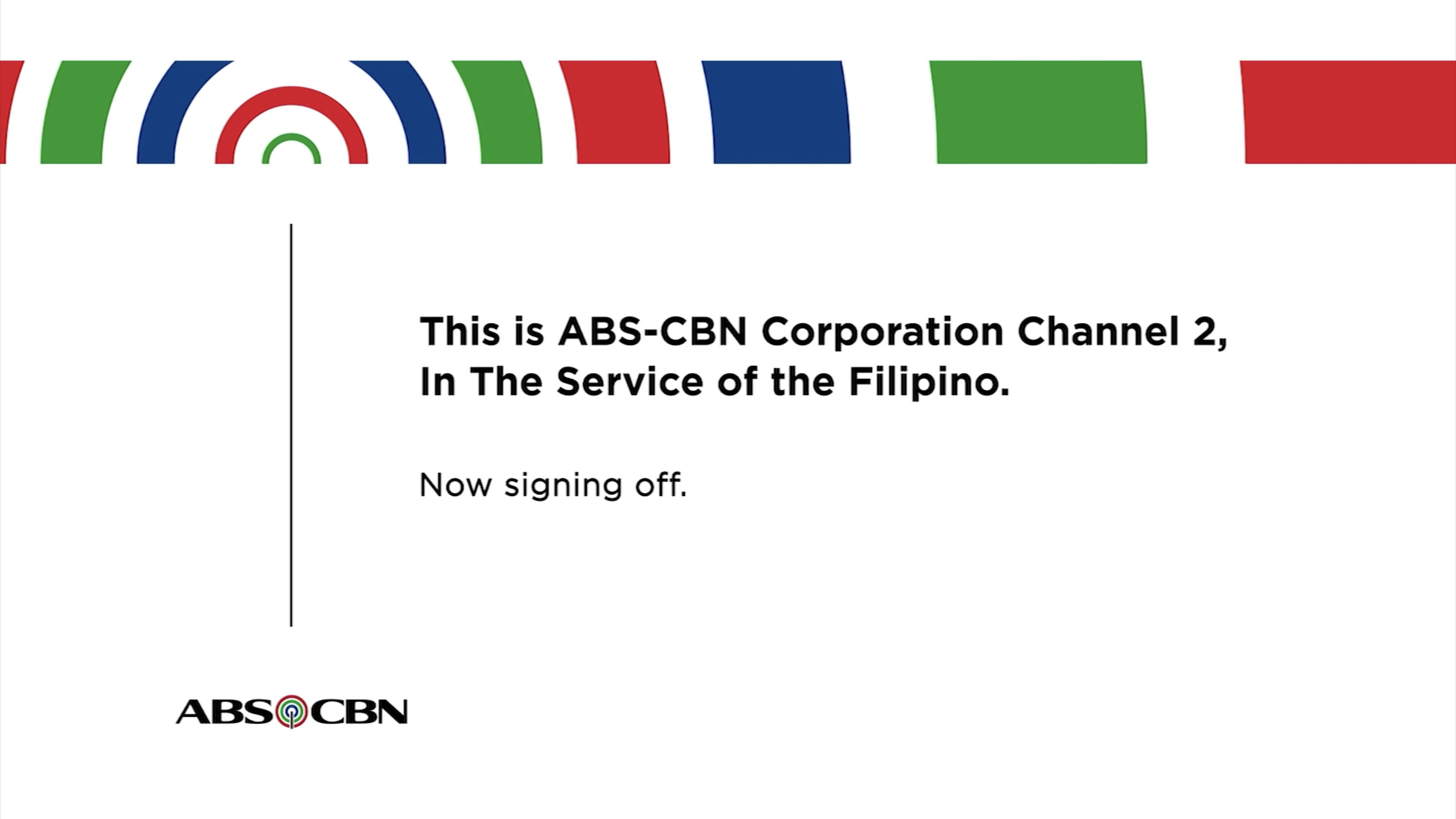
El último mensaje del canal 2 de ABS-CBN antes de su cierre el 5 de mayo de 2020.

El 5 de mayo de 2020 se cerró el canal principal de ABS-CBN por vencimiento de su franquicia de 25 años la cual fue otorgada en 1995 y ordenada por la Comisión Nacional de Telecomunicaciones. Su principal noticiero, TV Patrol, fue el último programa del canal principal antes del cierre final el martes por la noche. Fue reemplazado por el canal de cable Kapamilya Channel y las cadenas de televisión abierta, A2Z, TV5, GMA Network, All TV y PRTV Prime Media, que se han asociado con la empresa.

## Acuerdos con otras empresas
Los canales hispanoamericanos que mantienen acuerdos con ABS-CBN son:
- Colombia: Caracol Televisión (Corazones cruzados)
- Argentina: Telefe y El Trece
- Venezuela: RCTV y Televen
- Perú: Andina de Televisión, Latina Televisión y Panamericana Televisión (Puentes de amor y La promesa)
- Bolivia: Unitel y Red ATB
- Chile: Canal 13 y Chilevisión
- Brasil: TV Globo
- Uruguay: Monte Carlo TV y Teledoce
- Paraguay: TV Cerro Corá y Unicanal
- Puerto Rico: WAPA-TV
- España: RTVE
- Ecuador: TC Televisión y Ecuavisa
- República Dominicana: Color Visión